# Рибовілле (кантон)
Рибовілле́ (фр. Ribeauvillé) — кантон у Франції, в департаменті Верхній Рейн регіону Ельзас.

## Склад кантону
Кантон включає в себе 10 муніципалітетів:
| Муніципалітет | Площа | Населення, осіб | Рік  |
| ------------- | ----- | --------------- | ---- |
| Бергайм       | 19,16 | 1830            | 1999 |
| Гемар         | 18,22 | 1314            | 1999 |
| Іляезерн      | 10,46 | 646             | 1999 |
| Остайм        | 8,16  | 1371            | 1999 |
| Рибовілле     | 32,21 | 5106            | 2007 |
| Родерн        | 7,05  | 313             | 1999 |
| Роршвір       | 2,47  | 366             | 1999 |
| Сен-Іпполіт   | 17,86 | 1064            | 2007 |
| Танненкірш    | 4,60  | 446             | 1999 |
| Юнавір        | 4,81  | 511             | 1999 |

## Консули кантону
| Період    | Консул            | Посада                                   |
| --------- | ----------------- | ---------------------------------------- |
| 1988—1994 | Bernard Chasseuil |                                          |
| 1994—2008 | Pierre Schmitt    | Мер муніципалітету Рибовілле (1995—2001) |
| 2008—1994 | Pierre Bihl       | Мер муніципалітету Бергайм               |

| Франція | Це незавершена стаття з географії Франції. Ви можете допомогти проєкту, виправивши або дописавши її. |